# La Patience de Maigret
La Patience de Maigret est un roman policier de Georges Simenon publié en 1965. Il fait partie de la série des Maigret. 
Son écriture s'est déroulée entre le 25 février et le 9 mars 1965 à Épalinges (canton de Vaud), en Suisse.
Le roman se déroule à Paris (rue des Acacias, rue Fontaine). L'action a lieu dans les années 1960 ; l'enquête se déroule les lundi 7 et mardi 8 juillet, ce qui correspondrait à l'année 1958. Maigret a un peu moins de 53 ans, à deux ans et quelques mois de sa retraite. Il est fait référence au bombardement de Douai en 1940.
L’enquête se déroule presque entièrement dans un seul immeuble de la rue des Acacias où Maigret a pourtant l’impression de parcourir « une sorte de Paris condensé ».

## Personnages
- La victime
  - Manuel Palmari : important chef de bande criminelle et, à l’occasion, indicateur ; célibataire ; 60 ans. Le personnage apparaît aussi dans Maigret se défend.

- Les suspects
  - Aline Bauche : maîtresse de Palmari, ancienne prostituée, 22 ans. (Ce personnage apparaît aussi dans Maigret se défend)
  - Fernand Barillard : représentant de commerce, amant d’Aline, environ 40 ans.
  - Mina Claes : Belge, épouse de Barillard, environ 30 ans.
  - Jef Claes (de son vrai nom Victor Krulak) : juif letton, tailleur de diamants, très âgé et sourd-muet.

## Résumé
- Mise en place de l'intrigue

Depuis vingt ans, des vols de bijoux sont commis par une même bande, que Maigret s'efforce de démasquer. Le chef – il le sait sans pouvoir en établir la preuve – est Manuel Palmari, indicateur de police à ses heures (ce qui lui a d'ailleurs valu de perdre les deux jambes à la suite d'un règlement de comptes). Aline, sa maîtresse, constitue son seul contact avec l'extérieur, et elle est étroitement surveillée par Maigret. Pourtant, malgré cette surveillance, Palmari est assassiné. Ce crime sera pour Maigret l'occasion longtemps attendue de faire la lumière sur la fameuse histoire des bijoux. 
- L'enquête

Truand venu de Corse, Palmari avait débuté comme souteneur avant de devenir patron d'un restaurant et chef de gang. Il a engagé Fernand Barillard, représentant en boîtes et coffrets de luxe, en vue de repérer les bijouteries à fracturer. Pour effectuer les vols, on faisait monter de province des jeunes gens au casier judiciaire vierge qui, en cas d'arrestation, étaient dans l'incapacité de faire des révélations compromettantes. Après avoir été dérobés, les diamants étaient retaillés par un vieux Juif, Krulak, surnommé Jef Claes (en 1940, profitant du désordre causé par un bombardement, Krulak s'est fait passer pour le grand-père d'une orpheline, Mina Claes, dont il a pris le nom ; or, celle-ci n'est autre que l'épouse de Barillard). 
- Dénouement et révélations finales

L'organisation de Palmari, apparemment parfaite, a cependant connu une faille : profondément épris, Manuel a légué à Aline toute sa fortune. Mais Aline est aussi devenue la maîtresse de Barillard, qui n'a pas hésité à supprimer Palmari. 
À force de patience, Maigret parvient à démasquer les criminels. Il n'a malheureusement pas pu empêcher Barillard de tuer le dernier témoin gênant, le vieux Claes. Qui, d'Aline ou de Fernand, est le plus responsable ? C'est au juge d'en décider. Pour Maigret, l'enquête est terminée.

## Éditions
- Prépublication en feuilleton dans le quotidien Le Figaro, n° 6610-6632, du 29 novembre au 24 décembre 1965
- Édition originale : Presses de la Cité, 1965
- Livre de Poche, n° 14221, 1999  (ISBN 978-2-253-14221-8)
- Tout Simenon, tome 13, Omnibus, 2003  (ISBN 978-2-258-03303-0)
- Tout Maigret, tome 8, Omnibus,  2019  (ISBN 978-2-258-15049-2)

## Adaptations
- Het geduld van Maigret, téléfilm néerlandais avec Jan Teulings, diffusé en 1967.
- Maigret e i diamanti, téléfilm italien de Mario Landi, avec Gino Cervi, diffusé en 1968.
- La Patience de Maigret, téléfilm français d'Alain Boudet., avec Jean Richard, diffusé sur la Antenne 2 en 1984.
- The Patience of Maigret, téléfilm anglais de James Cellan Jones, avec Michael Gambon, diffusé en 1992.

- La Patience de Maigret, téléfilm français d'Andrzej Kostenko, avec Bruno Cremer, diffusé en 1993.

## Source bibliographique
- Maurice Piron, Michel Lemoine, L'Univers de Simenon, guide des romans et nouvelles (1931-1972) de Georges Simenon, Presses de la Cité, 1983, p. 382-383  (ISBN 978-2-258-01152-6)